# Kościół św. Jakuba w Greifswaldzie
Kościół św. Jakuba w Greifswaldzie (niem. St.-Jacobi-Kirche (Greifswald)) – kościół ewangelicko-augsburski, położony w zachodniej części Starego Miasta w Greifswaldzie. Nosi wezwanie św. Jakuba Apostoła.
Kościół św. Jakuba został wzniesiony w II poł. XIII w. jako trzynawowy, halowy kościół w stylu północnoniemieckiego gotyku ceglanego. Jest najmniejszym spośród trzech głównych, średniowiecznych kościołów parafialnych Greifswaldu obok katedry św. Mikołaja i kościoła Mariackiego.
W XIV w. został rozbudowany o trzecią nawę; ujednolicono też wtedy kształt jego ośmiu okrągłych filarów wspierających sklepienie krzyżowo-żebrowe.
Na początku XIX w. zniszczono wnętrze. Zachowała się późnoromańska, granitowa chrzcielnica.
Kościół św. Jakuba jest kościołem parafialnym Pomorskiego Kościoła Ewangelickiego w Greifswaldzie.